# Premio Jerusalén
El Premio Jerusalén por la Libertad del Individuo en la Sociedad, conocido como Premio Jerusalén, es un premio literario de periodicidad bienal que se concede por los organizadores de la Feria Internacional del Libro de Jerusalén a un escritor cuyas obras hayan abordado y promovido la idea de «la libertad del individuo en la sociedad humana».

## Historia
El Premio Jerusalén fue otorgado por primera en 1943 en memoria de David Yelin por la sabiduría de Israel, las Bellas letras y la educación. En la década de 1960 se decide ampliar los campos en los que se distribuye el premio, y otorgar un premio literario a la libertad del individuo y de la sociedad, pintura, escultura, periodismo y arqueología. El comité de adjudicación se renueva cada año. Durante la época del alcalde Uri Lupolianski, se suprimieron los premios en los campos de pintura, escultura y periodismo.

## El premio
Este es un premio literario bienal, otorgado cada año impar a escritores de todo el mundo que han abordado temas de libertad del hombre, de la sociedad, de la política y de las Formas de gobierno en sus trabajos. El premio se otorga en la Feria Internacional del Libro de Jerusalén por la Municipalidad de Jerusalén desde 1963. Cuatro de los galardonados (Octavio Fess, V.S. Naipaul, John Maxwell Coetzee y Mario Vargas Llosa) ganaron el Premio Nobel de Literatura unos años después.

## Galardonados
| Año  | Imagen | Nombre                                    | Nacionalidad                    | Idioma(s)         | Género(s)                                                        | Refs  |
| ---- | ------ | ----------------------------------------- | ------------------------------- | ----------------- | ---------------------------------------------------------------- | ----- |
| 1963 |        | Bertrand Russell (1872-1970)              | Reino Unido                     | Inglés            | filosofía, ensayo                                                |       |
| 1965 |        | Max Frisch (1911-1991)                    | Suiza                           | Alemán            | drama, novela, filosofía                                         |       |
| 1967 |        | André Schwarz-Bart (1928-2006)            | Francia                         | Francés           | novela                                                           |       |
| 1969 |        | Ignazio Silone (1900-1978)                | Italia                          | Italiano          | novela, cuento, ensayo                                           |       |
| 1971 |        | Jorge Luis Borges (1899—-986)             | Argentina                       | Español           | cuento, poesía, ensayo, filosofía, crítica literaria, traducción |       |
| 1973 |        | Eugène Ionesco (1909-1994)                | Rumania / Francia               | Francés           | drama, novela                                                    |       |
| 1975 |        | Simone de Beauvoir (1908-1986)            | Francia                         | Francés           | filosofía, novela, drama                                         |       |
| 1977 |        | Octavio Paz (1914-1998)                   | México                          | Español           | poesía, ensayo                                                   |       |
| 1979 |        | Isaiah Berlin (1909-1997)                 | Reino Unido                     | Inglés            | filosofía, ensayo                                                |       |
| 1981 |        | Graham Greene (1904-1991)                 | Reino Unido                     | Inglés            | novela, cuento, autobiografía, drama, ensayo, guion              |       |
| 1983 |        | Vidiadhar Surajprasad Naipaul (1932-2018) | Trinidad y Tobago / Reino Unido | Inglés            | novela, cuento, ensayo                                           |       |
| 1985 |        | Milan Kundera (1929-2023)                 | Checoslovaquia / Francia        | Checo / Francés   | novela, cuento, poesía, ensayo, drama                            |       |
| 1987 |        | John Maxwell Coetzee (n. 1940)            | Sudáfrica / Australia           | Inglés            | novela, ensayo, traducción                                       |       |
| 1989 |        | Ernesto Sabato (1911-2011)                | Argentina                       | Español           | novela, ensayo                                                   |       |
| 1991 |        | Zbigniew Herbert (1924-1998)              | Polonia                         | Polaco            | poesía, ensayo, drama                                            |       |
| 1993 |        | Stefan Heym (1913-2001)                   | Alemania                        | Alemán / Inglés   | novela, cuento, autobiografía, ensayo                            |       |
| 1995 |        | Mario Vargas Llosa (n. 1936)              | Perú / España                   | Español           | novela, cuento, ensayo, drama, memorias                          |       |
| 1997 |        | Jorge Semprún (1923-2011)                 | España                          | Francés / Español | novela, ensayo                                                   |       |
| 1999 |        | Don DeLillo (n. 1936)                     | Estados Unidos                  | Inglés            | novela, cuento, drama, guion, ensayo                             |       |
| 2001 |        | Susan Sontag (1933-2004)                  | Estados Unidos                  | Inglés            | cuento, novela, drama, ensayo                                    |       |
| 2003 |        | Arthur Miller (1915-2005)                 | Estados Unidos                  | Inglés            | drama, guion, ensayo                                             |       |
| 2005 |        | António Lobo Antunes (n. 1942)            | Portugal                        | Portugués         | novela                                                           |       |
| 2007 |        | Leszek Kołakowski (1927-2009)             | Polonia                         | Polaco            | filosofía, historia                                              |       |
| 2009 |        | Haruki Murakami (n. 1949)                 | Japón                           | Japonés           | novela, cuento                                                   |       |
| 2011 |        | Ian McEwan (n. 1948)                      | Reino Unido                     | Inglés            | novela, cuento, drama, guion                                     | [ 3 ] |
| 2013 |        | Antonio Muñoz Molina (n. 1956)            | España                          | Español           | novela                                                           | [ 4 ] |
| 2015 |        | Ismail Kadare (1936-2024)                 | Albania                         | Albanés           | novela, cuento, poesía, ensayo, drama, guion                     | [ 5 ] |
| 2017 |        | Karl Ove Knausgård (n. 1968)              | Noruega                         | Noruego           | novela, autobiografía                                            | [ 6 ] |
| 2019 |        | Joyce Carol Oates (n. 1938)               | Estados Unidos                  | Inglés            | novela, cuento, drama, ensayo, memorias, poesía                  |       |
| 2021 |        | Julian Barnes (n. 1946)                   | Reino Unido                     | Inglés            | novela, ensayo, memorias, cuento                                 | [ 1 ] |